# Jon Watts
Jon Watts, född 28 juni 1981 i Fountain, Colorado, är en amerikansk filmskapare. Han har regisserat filmerna Clown och Cop Car samt några avsnitt av serien Onion News Network. Watts är mest känd för att ha regisserat Marvel Cinematic Universe-filmerna Spider-Man: Homecoming, Spider-Man: Far From Home och Spider-Man: No Way Home.

## Filmografi (i urval)
| 2014 | Clown                         | Ja  | Nej      | Ja  |
| 2015 | Cop Car                       | Ja  | Ja       | Ja  |
| 2017 | Spider-Man: Homecoming        | Ja  | Nej      | Ja  |
| 2019 | Spider-Man: Far From Home     | Ja  | Nej      | Nej |
| 2021 | Spider-Man: No Way Home       | Ja  | Nej      | Nej |
| 2024 | Wolfs                         | Ja  | Ja       | Ja  |
| 2024 | Star Wars: Skeleton Crew      | Ja  | Exekutiv | Ja  |
| 2025 | Final Destination: Bloodlines | Nej | Ja       | Nej |